# Instituto de Engenharia Mecânica e Gestão Industrial
O INEGI - Instituto de Ciência e Inovação em Engenharia Mecânica e Engenharia Industrial é uma instituição de utilidade pública, privada, sem fins lucrativos, e um Centros de Interface Tecnológico (CIT). Foi criado em 1986, a partir do Departamento de Engenharia Mecânica e Gestão Industrial (DEMEGI) da Faculdade de Engenharia da Universidade do Porto (FEUP). Nos seus quadros o INEGI integra mais de 380 colaboradores, dos quais perto de 80% são quadros superiores.
Vocacionado para a realização de atividade de Inovação e Transferência de Tecnologia orientada para o tecido industrial o INEGI tem, ao longo dos seus mais de 30 anos de existência, desenvolvido e consolidado uma posição de parceiro da indústria em projetos de I&D assumindo, assim, aquela que é a sua missão: «Contribuir para o aumento da competitividade da indústria nacional através da investigação e desenvolvimento, demonstração, transferência de tecnologia e formação nas áreas de conceção e projeto, materiais, produção, energia, manutenção, gestão industrial e ambiente».
O INEGI assume-se como um agente ativo no desenvolvimento do tecido industrial Português e na transformação do modelo competitivo da indústria nacional. Esta determinação do INEGI já lhe permitiu atingir valores perto dos 60%, em termos de atividade, resultante de projetos com empresas e sempre com sucesso. Nos parceiros e clientes do INEGI encontram-se nomes bem conhecidos do meio empresarial português e internacional, como a GALP, Salvador Caetano, AMORIM, VULCANO, CIFIAL, SONAE, ENERNOVA, STCP, ESA, AIRBUS, NASA, LUFHTANSA, SAGEM e RENAULT entre muitos outros.
O INEGI tem um vasto leque de competências, e atua em 5 áreas principais: Energia e Ambiente; Novos materiais e soluções estruturais; Tecnologias de produção avançadas; Desenvolvimento de produto e sistemas; e Biomecânica. 
Está orientado para o desenvolvimento de soluções inovadoras nos seguintes setores económicos: Indústria; Bens de Equipamento; Transportes de Superfície; Aeronáutica, Espaço e Defesa; Economia do Nar; Infraestruturas Civis; Energias Renováveis; e Saúde e Desporto.
O INEGI integra ainda o Laboratório Associado de Energia, Transportes e Aeronáutica (LAETA), um dos 26 Laboratórios Associados da FCT – Fundação para a Ciência e a Tecnologia. Neste âmbito, organiza a sua atividade em 5 grupos de I&D: Materiais e processos de fabrico; Estruturas e sistemas mecânicos; Energia, Ambiente e sustentabilidade; Sistemas de controlo inteligentes, e Biomecânica. 
Atualmente o INEGI tem mais de 100 associados, 4 como Sócios Fundadores e os restantes como Sócios Efetivos, e tem como Presidente da Direção o Professor Alcibíades Soares Guedes.
Em 2008 o INEGI mudou de instalações para um novo edifício situado no Campus da FEUP, projeto dos arquitetos Pedro Ramalho e Luís Ramalho . As obras do novo edifício do INEGI, em parceria com o Instituto de Engenharia Mecânica (IDMEC) da FEUP, tiveram início em 2006 e abrangem uma área total de 7 609 m². O novo edifício, apoiado no âmbito do Programa PRIME, Medida 5.1, Ação B, trouxe enormes vantagens para a atividade do INEGI, e contém uma infraestrutura laboratorial com cerca de 4.500 metros quadrados, composta por laboratórios de investigação e laboratórios para experimentação e validação de soluções industriais.
- Página oficial do INEGI
- Página oficial da FEUP

1. ↑  «Sobre o INEGI». Website Oficial do INEGI
2. 1 2  «Relatório de Atividades e Contas 2020» (PDF). Website Oficial do INEGI
3. 1 2 3  «INEGI - Portal da Inovação». Portal da Inovação
4. ↑  «Lista de Laboratórios Associados». Fundação para a Ciência e a Tecnologia